# よるドラ
よるドラは、NHK総合テレビジョンで2018年4月7日から2022年3月21日まで放送されていたテレビドラマ放送枠である。
番組開始から2021年3月までは毎週土曜23時30分から23時59分に放送し、同年4月より放送枠を移動して、毎週月曜22時45分から23時15分に放送されている。

## 概要
NHKの2018年度の番組改編で新設された連続ドラマ枠である。
NHKでは2011年10月から2013年3月まで火曜23時台に「よる☆ドラ」という同名の連続ドラマ枠を放送しており、時間帯は異なるが約5年振りに事実上のドラマ枠復活となった。
本枠の新設により、土曜日夜のドラマ枠は「土曜時代ドラマ」、「土曜ドラマ」と3枠となった。
開始から2018年12月までは『植物男子ベランダー』の再放送をしていたが、2019年1月期からリニューアルし、『ゾンビが来たから人生見つめ直した件』より新作の放送を開始した。新鋭クリエイターが脚本を手掛ける主に若い世代をターゲットにした挑戦的な作品をラインナップしており、LGBT、地下アイドルなど時世のトレンドやブームを題材としながらも、内容は普遍性のある伝統的なヒューマンドラマとして仕立てられている。「20代から30代の若いディレクターに企画を出してもらって若い人向けの番組を作っていこう」として新枠の立ち上げがスタートし、新たな試みとして東京、大阪、名古屋のドラマ班に所属する有志による「“よるドラ”企画ミーティング」を電話会議のような形式で定期的に開催。NHKで若手と言われる20代から40代のスタッフが中心となって、テレビをあまり観ない若年層が「いま本当に観たいもの」「親や恋人に内緒ででも観たいと思えるもの」を吟味して「その本音まで掘り下げること」を狙いに、若年層が「これは自分のことを描いた、自分のドラマだ」と身近に感じられるような「オーダーメイド感」と「斬新さ」を重視して制作されている。
2021年度の番組改編で月曜日の22時45分から23時15分に放送枠を移動した。同時間帯では2005年度の『よるドラ』（月曜～木曜日に放送された帯ドラマ枠）以来15年ぶりにドラマ枠が復帰する事になったが、2022年度の番組改編で月曜 - 木曜日 22:45 - 23:00に、ゴールデン・プライム枠としては16年ぶりに復活する夜の帯ドラマ枠・『夜ドラ』が放送開始されるため、事実上発展解消することになった。
インターネットを中心に毎回話題を呼んでいる。

## 放送作品
制作局
- ［A］ - NHK放送センター
- ［B］ - NHK大阪放送局
- ［C］ - NHK名古屋放送局

### 2018年
- 植物男子ベランダー（4月7日 - 8月4日、全13回、原作：いとうせいこう、主演：田口トモロヲ、NHK BSプレミアムで放送されたドラマの再放送）［A］
- 植物男子ベランダー SEASON2（9月22日 - 12月15日、全12回、原作：いとうせいこう、主演：田口トモロヲ、NHK BSプレミアムで放送されたドラマの再放送）［A］

### 2019年
- ゾンビが来たから人生見つめ直した件（1月19日 - 3月9日、全8回、主演：石橋菜津美）［A］
- 腐女子、うっかりゲイに告る。（4月20日 - 6月8日、全8回、原作：浅原ナオト、主演：金子大地）［A］
- だから私は推しました（7月27日 - 9月14日、全8回、主演：桜井ユキ）［B］
- 決してマネしないでください。（10月26日 - 12月14日、全8回、原作：蛇蔵、主演：小瀧望）［A］ - 製作：大映テレビ

### 2020年
- 伝説のお母さん（2月1日 - 3月21日、全8回、原作：かねもと、主演：前田敦子）［A］[9]
- いいね!光源氏くん（4月4日 - 5月23日、全8回、原作：えすとえむ、主演：千葉雄大）［A］ - 製作：テイク・ファイブ
- 腐女子、うっかりゲイに告る。（再放送、6月13日 - 8月1日、全8回、原作：浅原ナオト、主演：金子大地）［A］[注 3][10]
- 彼女が成仏できない理由（9月12日 - 10月17日、全6回、主演：森崎ウィン・高城れに〈ももいろクローバーZ〉）［C］[11]
- 閻魔堂沙羅の推理奇譚（10月31日 - 12月19日[12]、全8回、原作：木元哉多、主演：中条あやみ）［B］[13]

### 2021年
土曜23時30分枠
- ここは今から倫理です。（1月16日 - 3月13日、全8回、原作：雨瀬シオリ、主演：山田裕貴）［A］±[注 4][14]

月曜22時45分枠
- きれいのくに（4月12日 - 5月31日、全8回、主演：吉田羊）［A］[15]
- いいね! 光源氏くん し〜ずん2（6月7日 - 28日、全4回、原作：えすとえむ、主演：千葉雄大）［A］[16]
- 古見さんは、コミュ症です。（9月6日 - 11月1日、全8回、原作：オダトモヒト、主演：増田貴久）［A］[17]
- 阿佐ヶ谷姉妹の のほほんふたり暮らし（11月8日 - 12月20日、全7回、原作：阿佐ヶ谷姉妹、主演：木村多江・安藤玉恵）［C］

### 2022年
- 恋せぬふたり（1月10日 - 3月21日、全8回、主演：岸井ゆきの・高橋一生）